# Skistock

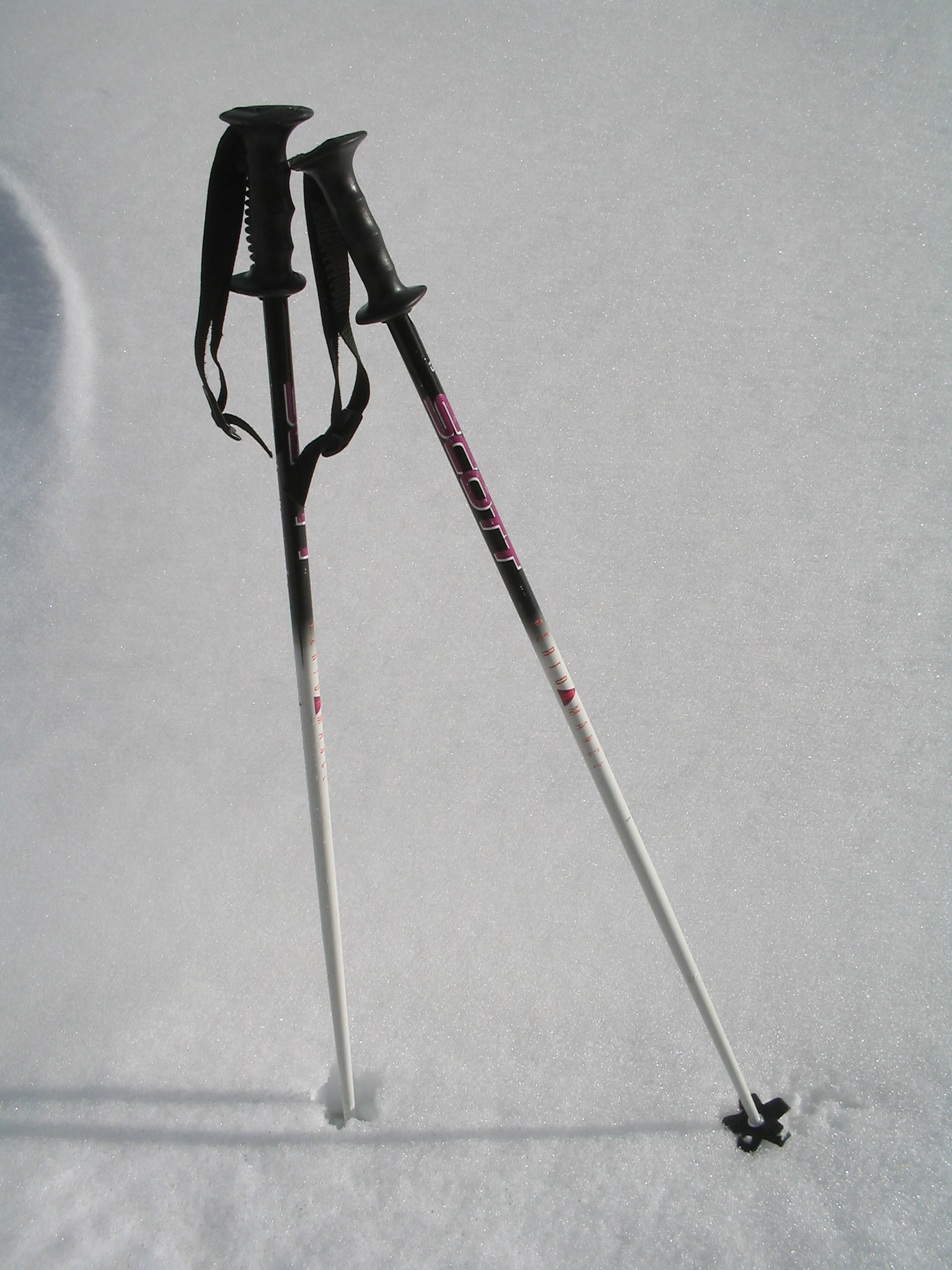
Ein Paar Aluminium-Skistöcke

Ein Skistock ist ein Stab, der – heute in der Regel paarweise – bei fast allen Skisportarten zum Abstützen, zum Anschieben, zum Aufrichten, zum Halten des Gleichgewichts und zur Unterstützung des Bewegungsablaufs (siehe Stockeinsatz) verwendet wird. Einige Skisportarten wie das Fun-Carving und das Skispringen verzichten auf Skistöcke.

## Historisches
In den Anfängen des alpinen Skisports wurde ein einzelner Stab aus Holz mit einer Länge von bis zu 2,50 m verwendet. Der Sportler hielt den Stab mit beiden Händen und setzte ihn beim Fahren an der Kurveninnenseite ein.
Im nordischen Skilauf, wo man sich mit den Skiern häufiger in ebenen Landschaften fortbewegte, gab es von Anfang an zwei Stöcke mit Tellern nach dem Prinzip des Schneeschuhs. Diese Stöcke wurden auch bald mit Halteschlaufen aus Leder ausgestattet.

## Bauform

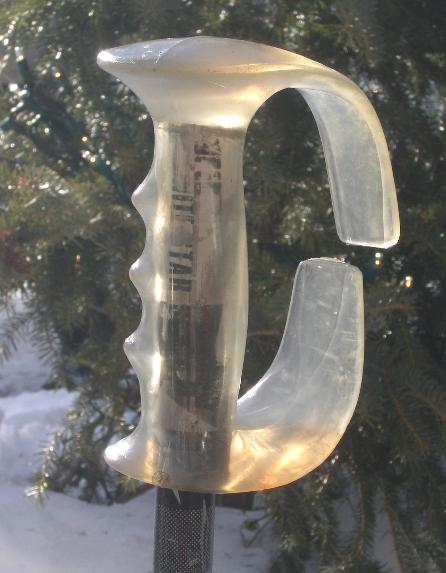
Alpinskistock mit Degen-Griff

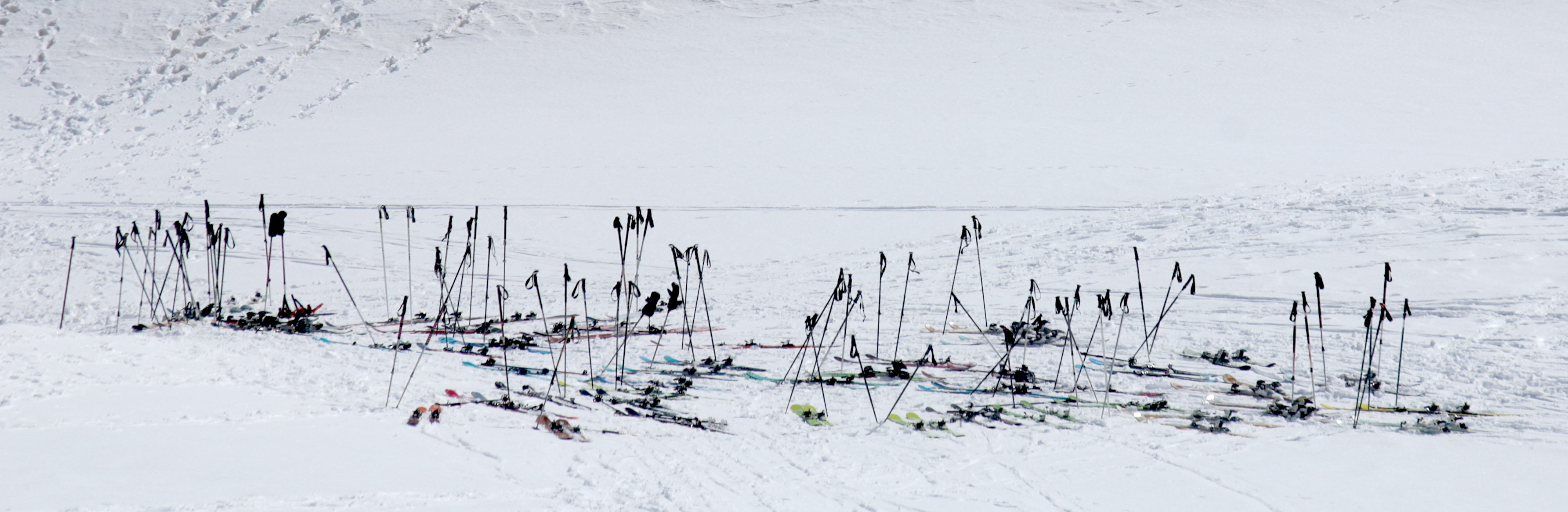
Skistöcke einer Touren-Schulklasse

Heute sind Skistöcke meist hohle Stäbe aus Leichtmetall, Faserverbundkunststoff oder Kombinationen dieser Materialien. Der Durchmesser des Stabes liegt in der Regel in einem Bereich von einem bis zwei Zentimetern, typische Längen liegen im Bereich von hüfthoch im alpinen Skisport bis hin zu augenhoch bei der Skatingtechnik im Skilanglauf. Für den Abfahrtslauf sind die Skistöcke gebogen, damit sie in der Abfahrtshocke besonders aerodynamisch an den Körper gehalten werden können. Die Form der Abfahrtsskistöcke wurde von Erwin Stricker entwickelt.
Am oberen Ende des Skistocks ist ein Griff angebracht.  Am Griff ist meist eine Halteschlaufe oder eine vergleichbare Vorrichtung angebracht die dafür sorgt, dass der Stock kurz locker- oder losgelassen werden kann, ohne dass er verloren geht. 
Das untere Ende des Skistocks ist üblicherweise auf einer Länge von 5 bis 10 cm konisch geformt und läuft in einer harten Spitze aus. Etwa eine Handbreit oberhalb der Spitze sitzt ein sogenannter Teller, der verhindert, dass der Stock beim Einsatz zu tief in den Schnee eindringt. Der Teller hat – je nach Einsatzzweck – unterschiedliche Form und Größe. Teller für Abfahrtslauf sind meist rund mit wenigen Zentimetern Durchmesser. Teller für den Einsatz im Tiefschnee sind oft sternförmig mit 10–15 cm Durchmesser. Teller für Langlauf sind asymmetrisch geformt und haben meist wenig Fläche in Laufrichtung gesehen vor dem Stab.
Eine Sonderform des Skistocks ist der Teleskopstock, der sich in der Länge anpassen und transportfreundlich zusammenschieben lässt. Teleskopstöcke werden vorwiegend von Skitourengehern und (Schneeschuh-)Wanderern eingesetzt.